# Colla aminula
Colla aminula är en fjärilsart som beskrevs av Druce 1890. Colla aminula ingår i släktet Colla och familjen silkesspinnare. Inga underarter finns listade i Catalogue of Life.